# Cala del Cap de Planes
La cala del Cap de Planes és una platja natural inclosa a l'espai d'interès natural (PEIN) de Castell-Cap Roig al terme municipal de Palamós (Baix Empordà). Està delimitada per la Roca Bona, a la dreta, que la separa de la cala de Roca Bona, i per la punta del Cap de Planes, a l'esquerra, que limita amb el municipi de Mont-ras. Orientada al sud-est, té una longitud de 197 metres, dividida per unes roques en dos sectors, i una amplada de 13 metres, formada per sorra gruixuda, grava i còdols. El pendent d'entrada a l'aigua és poc pronunciat, però el fons marí és molt rocallós. No disposa de cap tipus de servei i s'hi sol practicar el nudisme. Es conserva a la platja una antiga barraca de pescadors. S'hi accedeix a peu pel camí de ronda, des de la platja de Castell.
Forma part d'un grup de quatre platges: cala Estreta, cala d'en Remendon, cala de Roca Bona i la cala del Cap de Planes, connectades entre elles per roques que sobresurten al mar i que fan d'espigons naturals, afavorint l'acumulació de sorra. Enfront d'elles, aproximadament a un quilòmetre, hi ha les illes Formigues.